# Giuseppe Favalli
Giuseppe Favalli (8. leden 1972, Orzinuovi, Itálie) je sportovní manažer a bývalý italský fotbalový obránce. Celkem odehrál 22 sezon, ve kterých nastoupil za US Cremonese, SS Lazio i oba Milánské (Inter a AC) kluby.

## Klubová kariéra
První utkání mezi dospělými odehrál v dresu Cremonese v sezoně 1988/89. Za mateřský klub odehrál čtyři sezony, z toho dvě v nejvyšší lize. V roce 1992 byl prodán do Lazia, kde zažil 12 let fotbalového života. Poslední dvě sezony v klubu, byl kapitánem mužstva. Celkem za Biancoceleste odehrál 401 utkání a slavil s klubem titul v lize (1999/00), tři vítězství v italském poháru (1997/98, 1999/00, 2003/04), dvě vítězství v italském superpoháru (1998, 2000) a také vítězství v Poháru PVP (1998/99) a evropském superpoháru (1999).
V roce 2004 odešel po skončení smlouvy do Interu. S Nerazzurri vyhrál dvě vítězství v italském poháru (2004/05, 2005/06) a jedno vítězství v italském superpoháru (2005). V sezoně 2005/06 získal titul.
V roce 2006 ve věku 34 let odešel do konkurenčního Milána. Strávil zde poslední čtyři sezony své fotbalové kariéry. Odehrál zde celkem 99 utkání a vyhrál tři trofeje. Vyhrál LM 2006/07, Superpohár UEFA 2007 a Mistrovství světa ve fotbale klubů 2007. Po sezoně 2009/10 ukončil fotbalovou kariéru.

## Přestupy
- z Cremonese do Lazio za 2 580 000 Euro
- z Lazio do Inter zadarmo
- z Inter do Milán zadarmo

## Statistiky
| Sezóna  | Klub      | Liga    | Liga   | Liga | Ligové poháry | Ligové poháry | Ligové poháry | Kontinentální poháry | Kontinentální poháry | Kontinentální poháry | Celkem | Celkem |
| Sezóna  | Klub      | Soutěž  | Zápasy | Góly | Soutěž        | Zápasy        | Góly          | Soutěž               | Zápasy               | Góly                 | Zápasy | Góly   |
| ------- | --------- | ------- | ------ | ---- | ------------- | ------------- | ------------- | -------------------- | -------------------- | -------------------- | ------ | ------ |
| 1988/89 | Cremonese | Serie B | 2      | 0    | -             | 0             | 0             | -                    | 0                    | 0                    | 2      | 0      |
| 1989/90 | Cremonese | Serie A | 28     | 0    | IP            | 2             | 0             | -                    | 0                    | 0                    | 30     | 0      |
| 1990/91 | Cremonese | Serie B | 33     | 2    | IP            | 4             | 0             | -                    | 0                    | 0                    | 37     | 2      |
| 1991/92 | Cremonese | Serie A | 31     | 1    | IP            | 2             | 0             | -                    | 0                    | 0                    | 33     | 1      |
| 1992/93 | Lazio     | Serie A | 32     | 1    | IP            | 4             | 0             |                      | 0                    | 0                    | 36     | 1      |
| 1993/94 | Lazio     | Serie A | 23     | 1    | IP            | 0             | 0             | UEFA                 | 2                    | 0                    | 25     | 1      |
| 1994/95 | Lazio     | Serie A | 22     | 0    | IP            | 5             | 0             | UEFA                 | 5                    | 1                    | 32     | 1      |
| 1995/96 | Lazio     | Serie A | 26     | 1    | IP            | 3             | 0             | UEFA                 | 3                    | 0                    | 32     | 1      |
| 1996/97 | Lazio     | Serie A | 26     | 0    | IP            | 3             | 0             | UEFA                 | 2                    | 0                    | 31     | 0      |
| 1997/98 | Lazio     | Serie A | 24     | 0    | IP            | 8             | 0             | UEFA                 | 9                    | 0                    | 41     | 0      |
| 1998/99 | Lazio     | Serie A | 25     | 0    | IP+IS         | 4+0           | 0             | PVP                  | 5                    | 0                    | 34     | 0      |
| 1999/00 | Lazio     | Serie A | 18     | 0    | IP            | 2             | 0             | LM+ES                | 5+0                  | 0                    | 25     | 0      |
| 2000/01 | Lazio     | Serie A | 27     | 0    | IP+IS         | 3+1           | 0             | LM                   | 6                    | 1                    | 37     | 1      |
| 2001/02 | Lazio     | Serie A | 20     | 0    | IP            | 4             | 0             | LM                   | 6                    | 0                    | 30     | 0      |
| 2002/03 | Lazio     | Serie A | 26     | 1    | IP            | 3             | 0             | UEFA                 | 6                    | 0                    | 35     | 1      |
| 2003/04 | Lazio     | Serie A | 29     | 0    | IP            | 6             | 0             | LM                   | 8                    | 0                    | 43     | 0      |
| 2004/05 | Inter     | Serie A | 26     | 0    | IP            | 2             | 0             | LM                   | 9                    | 0                    | 37     | 0      |
| 2005/06 | Inter     | Serie A | 23     | 0    | IP+IS         | 4+1           | 0             | LM                   | 3                    | 0                    | 31     | 0      |
| 2006/07 | Milán     | Serie A | 15     | 2    | IP            | 3             | 0             | LM                   | 4                    | 0                    | 22     | 2      |
| 2007/08 | Milán     | Serie A | 26     | 0    | IP            | 2             | 0             | LM+ES+MSK            | 2+0+0                | 0                    | 30     | 0      |
| 2008/09 | Milán     | Serie A | 23     | 0    | IP            | 1             | 0             | UEFA                 | 5                    | 0                    | 29     | 0      |
| 2009/10 | Milán     | Serie A | 16     | 0    | IP            | 1             | 0             | LM                   | 1                    | 0                    | 18     | 0      |
| Celkově | Celkově   | Celkově | 521    | 9    | -             | 68            | 0             | -                    | 81                   | 2                    | 670    | 11     |

## Reprezentační kariéra

### Juniorská
Za Itálii do 21 let hrál v letech 1989 až 1994 a vyhrál ME U21 1992. Poté odcestoval na OH 1992, kde odehrál všechna utkání.

### Seniorská
Za reprezentaci odehrál 8 utkání. První utkání odehrál 8. října 1994 proti Estonsku (2:0). Další utkání odehrál až v listopadu 1998. Trpěl velkou konkurencí v sestavě. Poté se vrátil do sestavy až v roce 2004 a poté jej trenér Giovanni Trapattoni nominoval na ME 2004, kde odehrál jedno utkání. Jeho posledním zápasem bylo proti Norsku (2:1) 4. září 2004.
| Reprezentace | Rok     | Zápasy             | Zápasy | Zápasy    | Zápasy           | Zápasy           | Zápasy         |
| Reprezentace | Rok     | Fáze turnaje       | Datum  | Soupeř    | Odehraných minut | Vstřelené branky | Výsledek       |
| ------------ | ------- | ------------------ | ------ | --------- | ---------------- | ---------------- | -------------- |
| Itálie       | OH 1992 | 1 zápas ve skupině | 24. 7. | USA       | 70               | 0                | 2:1            |
| Itálie       | OH 1992 | 2 zápas ve skupině | 27. 7. | Polsko    | 56               | 0                | 0:3            |
| Itálie       | OH 1992 | 3 zápas ve skupině | 29. 7. | Kuvajt    | 90               | 0                | 1:0            |
| Itálie       | OH 1992 | Osmifinále         | 1. 8.  | Španělsko | 90               | 0                | 0:1 v (prodl.) |
| Itálie       | ME 2004 | 2 zápas ve skupině | 18. 6. | Švédsko   | 14               | 0                | 1:1            |

## Úspěchy

### Klubové
- 2× vítěz italské ligy (1999/00, 2005/06)
- 5× vítěz italského poháru (1997/98, 1999/00, 2003/04, 2004/05, 2005/06)
- 3× vítěz italského superpoháru (1998, 2000, 2005)
- 1× vítěz Ligy mistrů (2006/07)
- 1× vítěz Poháru PVP (1998/99)
- 2× vítěz evropského superpoháru (1999, 2007)
- 1× vítěz mistrovství světa klubů (2007)

### Reprezentace
- 1× na ME (2004)
- 1× na ME 21 (1992 - zlato)
- 1× na OH (1992)